# Княгинино
Княги́нино — город в Нижегородской области России. Административный центр Княгининского района и городского поселения город Княгинино.

## География
Город расположен на реке Имзе (бассейн реки Суры), в месте впадения в неё реки Княгинки, в 107 км к юго-востоку от Нижнего Новгорода на шоссе Работки — Сурское.

## История
Первое документально зафиксированное упоминание села Княгинина относится к 1569 году и содержится в первой приписи духовной грамоты князя М. И. Воротынского (см. Ссылки): «Государь царь и великий князь Иван Васильевич всеа Росии…дал мне…в Нижнем Новеграде село Княинино да к тому же селу Княинину в Василегородцком уезде Фокино селище со всеми угодьи того села Княинина и з бортными лесы и до Волги…» Припись датирована февралём 1569 года.
Долгое время среди историков, краеведов и местного населения бытовала легенда об основании села Княгинина известным русским полководцем князем Михаилом Ивановичем Воротынским в 1552 году. Дело в том, что Княгинино с окрестными землями было пожаловано князю во владение царём Иваном Грозным. В среде краеведов утвердилось мнение, что князь Воротынский получил обширные земли в современных Княгининском и Воротынском районах за участие во взятии Казани в 1552 году. Эта идея дополнилась предположением, что одаривание землями должно относиться к тому же периоду. Впоследствии легенда обросла подробностями: якобы князь Воротынский привёз своих крестьян на новые земли, построил для них храм (обязательный атрибут для села) и назвал образовавшееся село в честь своей супруги, княгини Стефаниды. Здесь кроется одна из очевидных нестыковок данной легенды. Княгинь в Московском царстве того времени было достаточно много, и называть село не по личному имени супруги, а по статусу, было бы крайне недальновидно.
Тем не менее эта легенда существовала уже в XIX веке, её приводят в своих трудах разные учёные и чиновники. Российский статистик и географ Е. К. Огородников в своём труде «Список населённых мест Российской империи: Московская губерния, Нижегородская, Вологодская, Вятская, Олонецкая и Тульская» (СПб., 1862—1879) упоминает, что Княгинино, в числе прочих населённых пунктов в округе, основал М. И. Воротынский. Основываясь на его суждениях, А. С. Коробкин в своём труде «Очерк города Княгинина и его уезда» от 1877 года указывает следующее: «Исторические данные о городе Княгинине весьма скудны, а о первоначальном существовании этого поселения вовсе не имеется никаких сведений. Основателем его считается князь Михаил Иванович Воротынский, сподвижник царя Ивана Грозного в походе его на Казань». С течением времени информация об основании Княгинина перекочевала в Энциклопедию Брокгауза и Ефрона и прочно закрепилась в умах как учёных, так и обывателей.
Миф о награждении М. И. Воротынкого поволжскими землями в 1552 году теперь развеян на основании представленных документальных свидетельств. В действительности земли в Поволжье князь получил в 1569 году (то есть 17 лет спустя после «знакового» 1552 года) и не в награду, а в обмен на отобранные родовые земли у западных границ государства. Кроме того, нет никаких оснований считать М. И. Воротынского учредителем Княгинина.
В 1992 году была впервые опубликована Духовная грамота князя М. И. Воротынского. Её «список» (копия, переписанная «слово в слово») немногим ранее был обнаружен в архиве РГАДА. Благодаря ей на сегодняшний момент можно установить, что земли в Нижегородском уезде (в том числе и Княгинино) были пожалованы князю Воротынскому царём Иваном Грозным в 1569 году взамен его отобранных вотчинных земель. Князь не был награждён за взятие Казани, его земли на западном рубеже Московского царства были изъяты в пользу государя, а в обмен даны земли на восточном рубеже. По всей видимости, это было сделано для того, чтобы лишить попавшего в опалу князя возможности переметнуться вместе со своей вотчиной на сторону литовского князя, что тогда ещё практиковалось.
Духовная грамота князя М. И. Воротынского прямо указывает, что ему было пожаловано село Княгинино (упоминается именно как село) с окрестными деревнями. Это означает, что Княгинино к этому моменту уже существовало. И в нём уже был храм (иначе невозможно получить статус села). Эту информацию подтверждает и Духовная грамота царя Ивана Васильевича Грозного от 1572 года (которая была известна историкам и раньше, но не привлекала достаточного внимания учёных именно в аспекте основания Княгинина).
Информация о первом упоминании Княгинина в письменном источнике даёт понимание, что оно основано не позднее 1569 года, а точнее, уже существовало к этому моменту. Более ранних сведений о Княгинине нет, и историческая традиция требует считать год первого упоминания также и годом основания.
В дальнейшем село Княгинино, как и прочие пожалованные земли, переходило между потомками князя Воротынского, пока его род не прервался в 1680 году (умерли Иван Алексеевич и Иван Иванович Воротынские). 30 апреля 1680 года по именному указу царя Фёдора княжеские вотчинные земли с деревнями и пустошами перешли в приказ Большого дворца: в Нижегородском уезде — с. Княгинино, с. Воротынеск, с. Троицкое (4633 чети, 1699 дворов). На эти земли пытались претендовать князья Одоевские, однако, царская администрация воспользовалась Духовной грамотой М. И. Воротынского, который в ней прямо указал, что в случае прекращения его рода все необременённые долгами земли должны перейти к государю. Так Княгининская волость стала дворцовой (находящейся в личной собственности государя, под управлением приказа Большого дворца).
Статус города Княгининым был получен 28 декабря 1779 года. Городу был пожалован герб, который делился на две половины: в верхней части губернский герб — олень, в нижней — золотые сошники на зелёном поле, в знак изобилия и землепашества.
Просуществовал самостоятельно уездным городом Княгинин 18 лет, в 1796 году был упразднён статус и причислен к городу Макарьеву, став считаться упразднённым городом. Тем не менее уже 26 октября 1797 года статус города был возвращён.
После революции 1917 года город был преобразован в село и приписан в состав Большемурашкинского района.
8 января 1968 года указом Президиума Верховного Совета РСФСР село Княгинино преобразовано в посёлок городского типа.
В 1998 году Княгинино вновь получило статус города.

## Население
| 1856  | 1897  | 1926  | 1959  | 1970  | 1979  | 1989  | 1996  | 2000  | 2001  |
| ----- | ----- | ----- | ----- | ----- | ----- | ----- | ----- | ----- | ----- |
| 6700  | ↘2700 | ↘1300 | ↗1541 | ↗3393 | ↗5425 | ↗6374 | ↗7000 | ↘6800 | →6800 |
| 2002  | 2003  | 2005  | 2006  | 2007  | 2008  | 2009  | 2010  | 2011  | 2012  |
| ↗6838 | ↘6800 | ↘6700 | ↘6600 | →6600 | ↘6576 | ↘6557 | ↗6708 | ↘6682 | ↗6981 |
| 2013  | 2014  | 2015  | 2016  | 2017  | 2018  | 2019  | 2020  | 2021  |       |
| ↗6999 | ↘6952 | ↗7052 | ↗7092 | ↘7062 | ↘6804 | ↘6629 | ↘6536 | ↘6447 |       |

На 1 января 2025 года по численности населения город находился на 1035-м месте из 1124 городов Российской Федерации.

## Инфраструктура
Промышленность представлена:
- АО «Княгининское молоко» производит сухое молоко, масло крестьянское, масло сладкосливочное, масло шоколадное, молоко цельное сгущённое с сахаром, сметану, кефир, ряженку, творог, творожную массу;
- АО «Княгининская швейная фабрика» выполняет заказы силовых структур по пошиву спецодежды, униформы и головных уборов;

Наибольший удельный вес по объёму выпускаемой продукции в общем объёме промышленного производства района имеет АО «Княгининское молоко» — 63 %.
27 декабря 2002 года в Княгинине открыт Нижегородский государственный инженерно-экономический институт. В конце 2014 года он переименован в Нижегородский государственный инженерно-экономический университет. Учредитель — Правительство Нижегородской области, функции учредителя выполняет Министерство образования Нижегородской области.
В городе находятся 4 АЗС, 32 административных здания, 6 пунктов общепита (кафе), служба такси, а также около 70 магазинов различной направленности.

## Известные люди
В Княгинино родился советский моряк-подводник, участник Великой Отечественной войны, рулевой подводной лодки С-13 Геннадий Васильевич Зеленцов.

## Галерея
- Мемориал Советским воинам, павшим в Великой Отечественной войне
- Историческое здание г. Княгинино (принадлежит ЗАО «КШФ»)
- Историческое здание г. Княгинино (теперь в нём располагаются Дом детского творчества и редакция газеты «Победа»)
- Здание Княгининской швейной фабрики
- Рынок выходного дня в Княгининo
- Успенская церковь
- В центре города
- У городского дворца культуры
- Весна в переулке Советском